# Ярослав Обремський
Обремський Войцех Ярослав; пол. Jarosław Wojciech Obremski (14 червня 1962, Вроцлав, Польща) — сенатор Вищої палати польського парламенту.

## Біографія
У часи «Солідарності» розповсюджував підпільну пресу.
Освіта — хімічний факультет Вроцлавського університету (1988-го закінчив).
У 1988-1989-му працював на кафедрі неорганічної хімії Економічної академії. У той самий час організовує рух молодих католиків «У себе».
У 1990—2002 рр. — депутат міської ради Вроцлава. У цей же час працював у міській адміністрації, де відповідав спершу за закордонні зв'язки (1990—1994) та освіту і культуру (1994—2004). У 1998—2001 рр. виконував обов'язки голови ради міста Вроцлава. З 2001-го по 2011-й — віце-президент (заступник мера) Вроцлава. Входив до ради кураторів фонду «Оссолінеум», нині в раді вроцлавського Колегіуму Східної Європи. 2011 року став сенатором Вищої палати польського парламенту, входить до фракції незалежних сенаторів.

## Нагороди
2001 року нагороджений Бронзовим Хрестом Заслуги.